# Semiothisa succosata
Semiothisa succosata là một loài bướm đêm trong họ Geometridae.